# Фридрих IX фон Цоллерн
Фридрих IX фон Цоллерн (1333 — не ранее 1377 и не позднее 1379) — немецкий дворянин, граф фон Цоллерн (1333—1377/1379). Также известен как «Фридрих Старый» и «Черный граф».

## Биография
Второй сын графа Фридриха VIII фон Цоллерна (1309—1333).
В 1339 году после смерти своего старшего брата Фрицли II Фридрих IX унаследовал титул графа фон Цоллерна.
27 июля 1342 года он заключил договор о сеньорате с представителями линии Цоллерн-Шальксбург, по условиям которого старший член из двух родов должен был стать следующим графом фон Цоллерн.
Будучи сильным феодалом в военном отношении, граф Фридрих IX фон Цоллерн стал капитаном «Лиги Льва», важной организации швабского дворянства.
В 1344 году Фридрих IX разделил графство со своим младшим братом Фридрихом Страсбургским. Фридрих IX основал линию «Черных графов», которая пресеклась со смертью его сына Фридриха X в 1412 году.
В 1341 году Фридрих IX женился на Адельгейде (ум. после 1385), дочери графа Бурхарда V фон Гогенберга. Их дети:
- Фридрих X «Младший Чёрный граф» (ум. 1412), граф фон Цоллерен (1377/1379-1412). Женат на Анне (ум. 1421), дочери графа Бурхарда VIII фон Гогенберга
- Адельгейда (ум. 1415), замужем за Иоганном фон Штраленбергом (ум. 1408)
- Фридрих Остертаг III (ум. 1407/1410)
- Анна (ум. 1418), монахиня в Кёнигсфельде
- София (ум. 1418), монахиня в Штеттене.

В 1412 году Страсбургская линия, основателем которой был Фридрих Страсбургский, унаследовала графство Цоллерн и в дальнейшем получила княжеский титул.